# Kapuhayat, Kavak
Kapuhayat là một xã thuộc huyện Kavak, tỉnh Samsun, Thổ Nhĩ Kỳ. Dân số thời điểm năm 2010 là 25 người.